# NGC 52
NGC 52 är en spiralgalax i stjärnbilden Pegasus. Den upptäcktes den 18 september 1784 av William Herschel. Han beskrev den som "väldigt svag, liten, vidsträckt."

## Fysiska egenskaper
NGC 52 har en diameter på approximativt 150,000 ljusår. Jämfört med Vintergatans diameter är detta 1.5 gånger större. NGC 52 har en satellitgalax, den elliptiska galaxen PGC 1563523.

### Fotnoter
1. 1 2 3  ”NGC 52 - DeepSkyPedia :: Astronomy”. Arkiverad från originalet den 5 december 2014. https://web.archive.org/web/20141205103228/http://www.deepskypedia.com/wiki/NGC_52. Läst 14 augusti 2013.
2. 1 2 3 4  ”New General Catalog Objects: NGC 50 - 99”. http://cseligman.com/text/atlas/ngc0a.htm. Läst 14 augusti 2013.
3. ↑  ”Category:NGC 52 - Wikimedia Commons”. http://commons.wikimedia.org/wiki/Category:NGC_52. Läst 14 augusti 2013.
4. ↑  ”Your NED Search results”. http://ned.ipac.caltech.edu/cgi-bin/objsearch?objname=NGC+52&extend=no&hconst=73&omegam=0.27&omegav=0.73&corr_z=1&out_csys=Equatorial&out_equinox=J2000.0&obj_sort=RA+or+Longitude&of=pre_text&zv_breaker=30000.0&list_limit=5&img_stamp=YES. Läst 14 augusti 2013.